# Wendie Renard
Wendie Thérèse Renard (Schœlcher, 20 luglio 1990) è una calciatrice francese, difensore centrale dell'Olympique Lione, del quale è capitano, e della nazionale francese.
A tutto il 2024 è la calciatrice con più presenze nella storia della UEFA Women's Champions League. Il 24 aprile 2022, in occasione della semifinale di andata contro le connazionali del Paris Saint-Germain, disputa la sua centesima presenza nella massima competizione europea (la prima a riuscirci), segnando un rigore e contribuendo alla vittoria finale per 3-2. Il Lione vincerà poi quell'edizione in finale contro il Barcellona. Il 18 dicembre 2024, in occasione della sesta giornata della fase a gironi contro il Wolfsburg, Renard diventa la prima giocatrice nella storia a disputare oltre 10.000 minuti in Champions League.

## Carriera

### Club

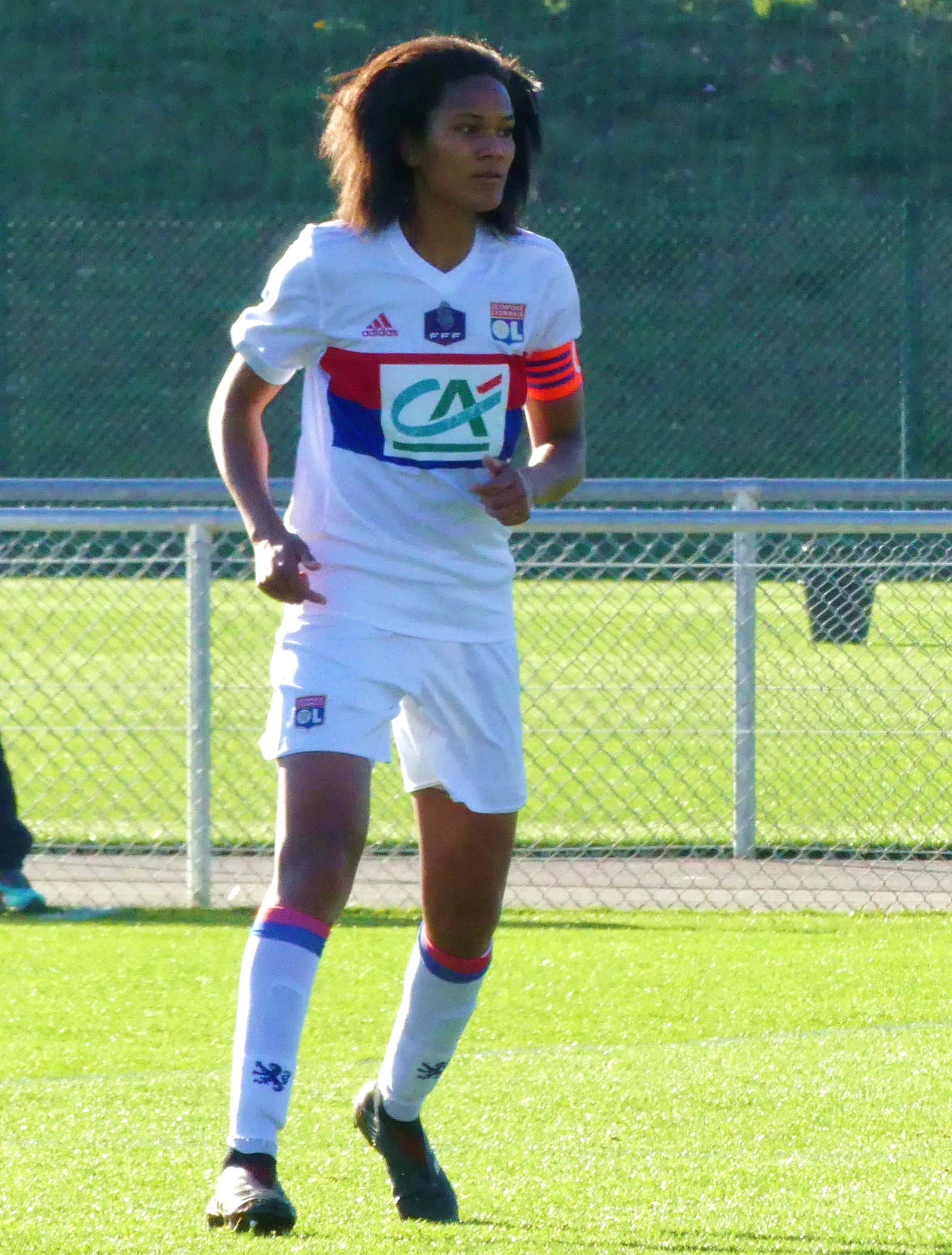
Renard con la maglia dell'Olympique Lione nel 2018.

Wendie Renard si appassiona al calcio in giovane età e inizia a giocare dai 7 anni nelle formazioni giovanili miste dell'Essor-Préchotain, squadra della cittadina di residenza, Le Prêcheur, comune francese del dipartimento d'oltremare della Martinica. Nel 2005 si trasferisce in Francia e continua l'attività nel Rapid Club du Lorrain dove milita fino all'anno successivo, quando le sue prestazioni attirano l'attenzione degli osservatori dell'Olympique Lione, società femminile con sede a Lione. All'età di 16 anni sottoscrive un contratto con l'Olympique Lione dalla stagione 2006-2007, rimanendo negli anni ai vertici della Division 1 Féminine, dal 2024 Première Ligue, il massimo livello del campionato francese femminile di calcio e delle competizioni internazionali, la UEFA Women's Cup, divenuta UEFA Women's Champions League dalla stagione 2009-2010.
Il 2 dicembre 2012, nell'incontro casalingo della 10ª giornata del campionato 2012-2013 vittorioso per 13-1 sull'Arras, Renard raggiunge il traguardo delle 100 presenze in D1 con la sua squadra, doppiando il traguardo delle 200 partite in D1 il 30 settembre 2018, alla 5ª di campionato 2018-2019 vinta in trasferta sul Rodez 2-0. Con il ritiro dal calcio giocato della compagna di squadra Sonia Bompastor, dalla stagione 2013-2014 acquisisce la fascia di capitano dell'Olympique Lione. Il 13 aprile 2019, alla 20ª giornata del campionato 2018-2019, segna la sua 100ª rete complessiva con la maglia dell'OL, il calcio di rigore che al 45' porta sul 3-0 il risultato nella partita con il Paris Saint-Germain, incontro che poi, finito 5-0, sancisce la conquista del 17º titolo di Campione di Francia per la società e il 13º per Renard.

### Nazionale
Renard inizia ad essere convocata dalla federazione calcistica della Francia (Fédération Française de Football - FFF) dal 2007, inizialmente per indossare la maglia della formazione Under-19, chiamata dal tecnico Stéphane Pilard in occasione della doppia amichevole del 30 ottobre e 2 novembre con le pari età dell'Inghilterra. Pilard in seguito la inserisce in rosa con la squadra che disputa l'edizione 2008 del Torneo di La Manga e per l'Europeo 2008 di categoria che in quell'occasione si gioca in Francia. Renard scende in campo in tutti i tre incontri giocati dalla sua nazionale nel gruppo A la quale, con una partita vinta, una pareggiata e una persa si classifica a pari punti con la Norvegia, 4, ma deve cedere a quest'ultima il passaggio del turno a causa della peggiore differenza reti. Pur con l'arrivo sulla panchina della U-19 di Jean-Michel Degrange, Renard continua ad essere convocata sia per La Manga 2009 che per la fase élite nelle qualificazioni all'Europeo di Bielorussia 2009, condividendo con le compagne il passaggio alla fase finale. In quest'ultima Degrange la impiega nei tre incontri del gruppo A, superato al primo posto con 2 vittorie e un pareggio, al pari di Svizzera, stessa differenza reti ma sconfitta dalla Francia, e Germania ma con peggiore differenza reti, mentre salta la semifinale persa 5-2 con la Svezia. Con la fine del torneo Renard conclude la sua parentesi in Under-19, totalizzando 18 presenze delle quali 14 da titolare.
Nel frattempo Pilard, al quale era affidata anche la formazione Under-20, la convoca per l'amichevole con la Svizzera Under-19 del 29 ottobre 2008, e dopo un ulteriore test con le pari età del Cile viene aggregata alla squadra impegnata al Mondiale di Cile 2008. In quell'occasione Renard scende in campo in due dei tre incontri del gruppo B, dove supera la fase a gironi assieme agli Stati Uniti, ai quarti di finale, dove la Francia supera per 3-2 la Nigeria, e nella semifinale persa 2-1 con la Corea del Nord. Indossa per l'ultima volta la maglia dell'U-20 il 5 maggio 2010 chiamata da Degrange in occasione dell'amichevole persa 2-1 con le pari età della Svizzera, portando a 7 le sue presenze nel sua tabellino personale.

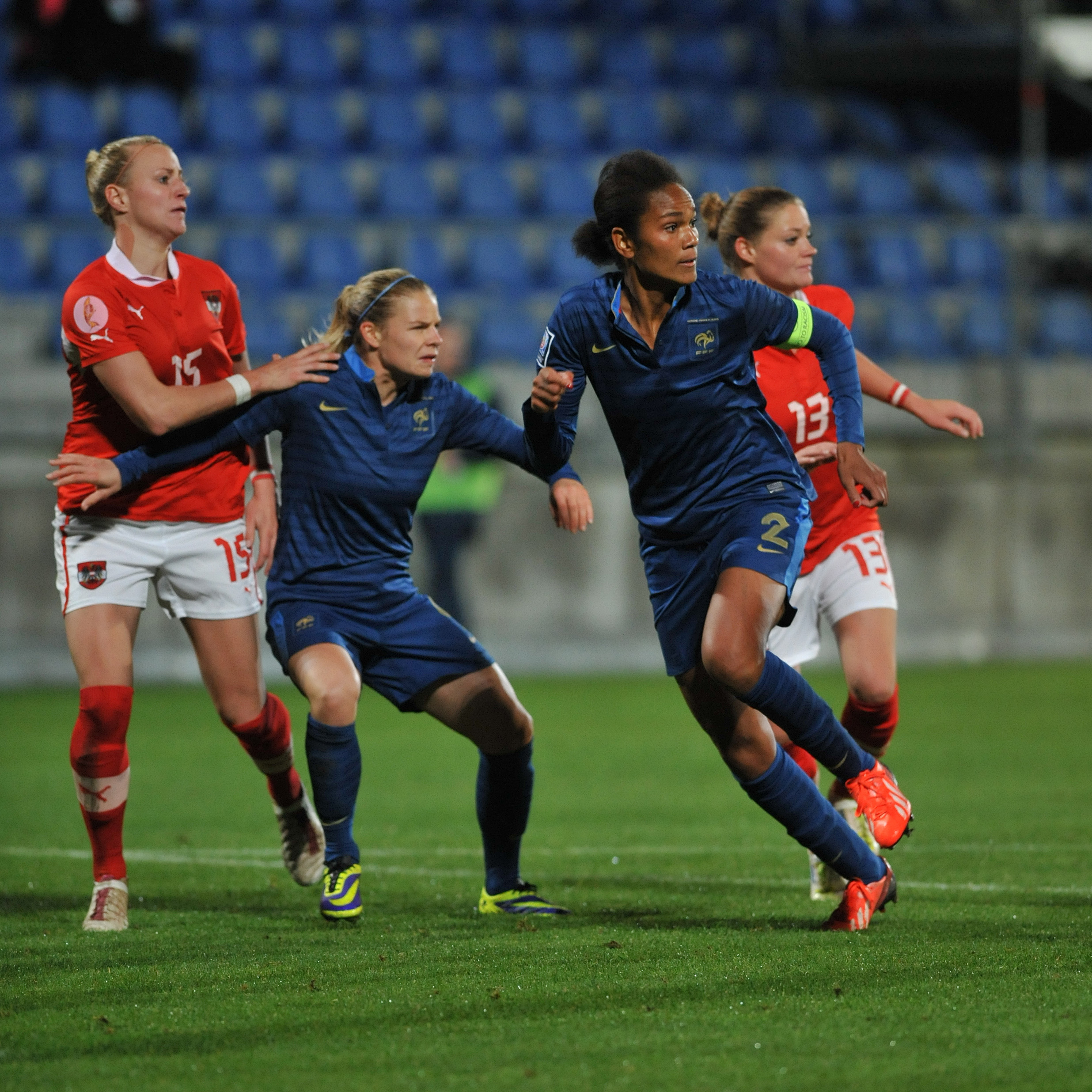
Renard nel 2013 durante l'incontro con l' valido per le qualificazioni al Mondiale di Canada 2015.

Del 2011 è il suo debutto con la nazionale maggiore, inserita dal CT Bruno Bini nella rosa delle convocate all'edizione 2011 della Cyprus Cup, scendendo titolare nell'incontro del 2 marzo vinto 2-0 sulla Svizzera e giocando le altre tre partite del torneo fino alla finale per il terzo posto vinta 3-0 sulla Scozia. In quello stesso anno segna la sua prima rete con la maglia delle Bleues, fissando sul 5-0 il risultato nell'amichevole del 20 novembre vinta sul Messico e giocata a Fort-de-France, nella natia Martinica. Da allora viene convocata con regolarità, inserita da Bini nella formazione che partecipa al Mondiale di Germania 2011, dove ottiene il quarto posto sconfitta 2-1 dalla Svezia, nella Cyprus Cup 2012, dove vince per la prima volta il torneo, in quella che rappresenta la Francia alle Olimpiadi di Londra 2012, dove perde la medaglia di bronzo sconfitta dal Canada 1-0, e nell'Europeo di Svezia 2013, eliminata ai quarti di finale dalla Danimarca ai rigori dopo che i tempi regolamentari si erano conclusi sull'1-1.
Dopo l'avvicendamento sulla panchina della nazionale di Bini con Philippe Bergerôo dell'estate 2013, Renard disputa le qualificazioni al Mondiale di Canada 2015, la Cyprus Cup 2014, dove condivide con le compagne il secondo titolo conquistato dalla Francia, e le Olimpiadi di Rio 2016, dove la sua nazionale viene eliminata dal Canada ai quarti di finale. Con l'arrivo di Olivier Echouafni alla guida della nazionale, Renard gioca l'edizione 2017 della SheBelieves Cup, dove la Francia ottiene la sua prima vittoria al torneo, e i tre incontri della fase a gironi dell'Europeo dei Paesi Bassi 2017, dove la sua nazionale viene eliminata ai quarti di finale dall'Inghilterra.
Corinne Diacre, che rileva l'incarico di CT della nazionale da fine agosto 2017, continua a convocare Renard nelle amichevoli in preparazione al Mondiale di Francia 2019, dove raggiunge la quota 100 presenze con la maglia delle Bleues il 6 aprile 2018, in occasione dell'amichevole vinta 8-0 sulla Nigeria. Diacre decide inoltre di inserirla nella lista delle 23 giocatrici convocate per il Mondiale casalingo annunciata dalla federazione francese il 2 maggio 2019. Durante il torneo Renard scende in campo in tutti i cinque incontri disputati, risultando determinante nel percorso della sua nazionale e pur impiegata efficacemente nel reparto difensivo, anche grazie alla sua notevole altezza (187 cm) la sua presenza in area avversaria è altrettanto efficace. Sigla due reti nell'incontro di apertura del torneo, dove la Francia supera per 4-0 le avversarie della Corea del Sud, mentre nella successiva è autrice dell'autorete che porta sul parziale di 1-1 la partita poi vinta per 2-1 sulla Norvegia, finendo nella fase a gironi con il rigore che al 79' fissa il risultato con la Nigeria. Superata al primo posto la fase a gironi nel gruppo A, agli ottavi di finale la Francia affronta il Brasile, superandolo per 2-1 solo ai tempi supplementari, e infine ai quarti trova le campionesse del mondo in carica degli Stati Uniti, dove Renard segna di testa all'81' la rete che riaccende le speranze per le Bleues portando a quattro i gol siglati nel Mondiale casalingo, migliore marcatrice per la sua squadra. L'incontro con le statunitensi però non cambia ulteriormente e, terminato per 2-1 per gli USA, elimina la Francia che eguaglia così la prestazione di Canada 2015.

## Statistiche

### Presenze e reti nei club
Statistiche aggiornate al 25 febbraio 2025.
| Stagione               | Squadra                | Campionato             | Campionato | Campionato | Coppe nazionali | Coppe nazionali | Coppe nazionali | Coppe continentali | Coppe continentali | Coppe continentali | Altre coppe | Altre coppe | Altre coppe | Totale | Totale |
| Stagione               | Squadra                | Comp                   | Pres       | Reti       | Comp            | Pres            | Reti            | Comp               | Pres               | Reti               | Comp        | Pres        | Reti        | Pres   | Reti   |
| ---------------------- | ---------------------- | ---------------------- | ---------- | ---------- | --------------- | --------------- | --------------- | ------------------ | ------------------ | ------------------ | ----------- | ----------- | ----------- | ------ | ------ |
| 2006-2007              | Olympique Lione        | D1                     | 2          | 0          | CF              | -               | -               |                    | -                  | -                  |             | -           | -           | 2      | 0      |
| 2007-2008              | Olympique Lione        | D1                     | 14         | 2          | CF              | 3               | 1               | UWC                | 6                  | 2                  |             | -           | -           | 23     | 5      |
| 2008-2009              | Olympique Lione        | D1                     | 19         | 2          | CF              | 3               | 0               | UWC                | 4                  | 0                  |             | -           | -           | 26     | 2      |
| 2009-2010              | Olympique Lione        | D1                     | 20         | 6          | CF              | 3               | 0               | UWCL               | 9                  | 0                  |             | -           | -           | 32     | 6      |
| 2010-2011              | Olympique Lione        | D1                     | 20         | 2          | CF              | 3               | 0               | UWCL               | 9                  | 3                  |             | -           | -           | 32     | 5      |
| 2011-2012              | Olympique Lione        | D1                     | 20         | 9          | CF              | 4               | 1               | UWCL               | 8                  | 1                  | -           | -           | -           | 32     | 11     |
| 2012-2013              | Olympique Lione        | D1                     | 13         | 3          | CF              | 6               | 2               | UWCL               | 7                  | 3                  | -           | -           | -           | 26     | 8      |
| 2013-2014              | Olympique Lione        | D1                     | 19         | 7          | CF              | 3               | 1               | UWCL               | 4                  | 0                  | -           | -           | -           | 26     | 8      |
| 2014-2015              | Olympique Lione        | D1                     | 21         | 10         | CF              | 4               | 1               | UWCL               | 4                  | 1                  | -           | -           | -           | 29     | 12     |
| 2015-2016              | Olympique Lione        | D1                     | 15         | 6          | CF              | 3               | 4               | UWCL               | 6                  | 1                  | -           | -           | -           | 24     | 11     |
| 2016-2017              | Olympique Lione        | D1                     | 16         | 6          | CF              | 4               | 0               | UWCL               | 8                  | 2                  | -           | -           | -           | 28     | 8      |
| 2017-2018              | Olympique Lione        | D1                     | 17         | 5          | CF              | 5               | 3               | UWCL               | 8                  | 4                  | -           | -           | -           | 30     | 12     |
| 2018-2019              | Olympique Lione        | D1                     | 17         | 8          | CF              | 4               | 2               | UWCL               | 9                  | 4                  | -           | -           | -           | 30     | 14     |
| 2019-2020              | Olympique Lione        | D1                     | 14         | 7          | CF              | 5               | 2               | UWCL               | 6                  | 5                  | SF          | 1           | 0           | 26     | 14     |
| 2020-2021              | Olympique Lione        | D1                     | 20         | 10         | CF              | 1               | 1               | UWCL               | 5                  | 4                  | SF          | -           | -           | 26     | 15     |
| 2021-2022              | Olympique Lione        | D1                     | 16         | 2          | CF              | 2               | 2               | UWCL               | 9                  | 3                  | -           | -           | -           | 27     | 7      |
| 2022-2023              | Olympique Lione        | D1                     | 21         | 7          | CF              | 5               | 1               | UWCL               | 8                  | 0                  | SF          | -           | -           | 34     | 8      |
| 2023-2024              | Olympique Lione        | D1                     | 14         | 6          | CF              | 0               | 0               | UWCL               | 6                  | 0                  | SF          | 1           | 0           | 21     | 6      |
| 2024-2025              | Olympique Lione        | PL                     | 11         | 2          | CF              | 0               | 0               | UWCL               | 6                  | 3                  | SF          | -           | -           | 17     | 5      |
| Totale Olympique Lione | Totale Olympique Lione | Totale Olympique Lione | 309        | 100        |                 | 58              | 21              |                    | 122                | 36                 |             | 2           | 0           | 491    | 157    |
| Totale carriera        | Totale carriera        | Totale carriera        | 309        | 100        |                 | 58              | 21              |                    | 122                | 36                 |             | 2           | 0           | 491    | 157    |

## Palmarès

### Club

#### Competizioni nazionali
- Campionato francese: 16  (record)

Olympique Lione: 2006-2007, 2007-2008, 2008-2009, 2009-2010, 2010-2011, 2011-2012, 2012-2013, 2013-2014, 2014-2015, 2015-2016, 2016-2017, 2017-2018, 2018-2019, 2019-2020, 2021-2022, 2022-2023
- Coppa di Francia: 10  (record)

Olympique Lione: 2007-2008, 2011-2012, 2012-2013, 2013-2014, 2014-2015, 2015-2016, 2016-2017, 2018-2019, 2019-2020, 2022-2023
- Trophée des Championnes: 3  (Record)

Olympique Lione: 2019, 2022, 2023

#### Competizioni internazionali
- UEFA Women's Champions League: 8 (record)

Olympique Lione: 2010-2011, 2011-2012, 2015-2016, 2016-2017, 2017-2018, 2018-2019, 2019-2020, 2021-2022

### Nazionale
- Cyprus Cup: 2

2012, 2014
- SheBelieves Cup: 1

2017

### Individuale
- UEFA Club Football Awards: 1

Miglior difensore: 2019-2020